# Emil Rösler

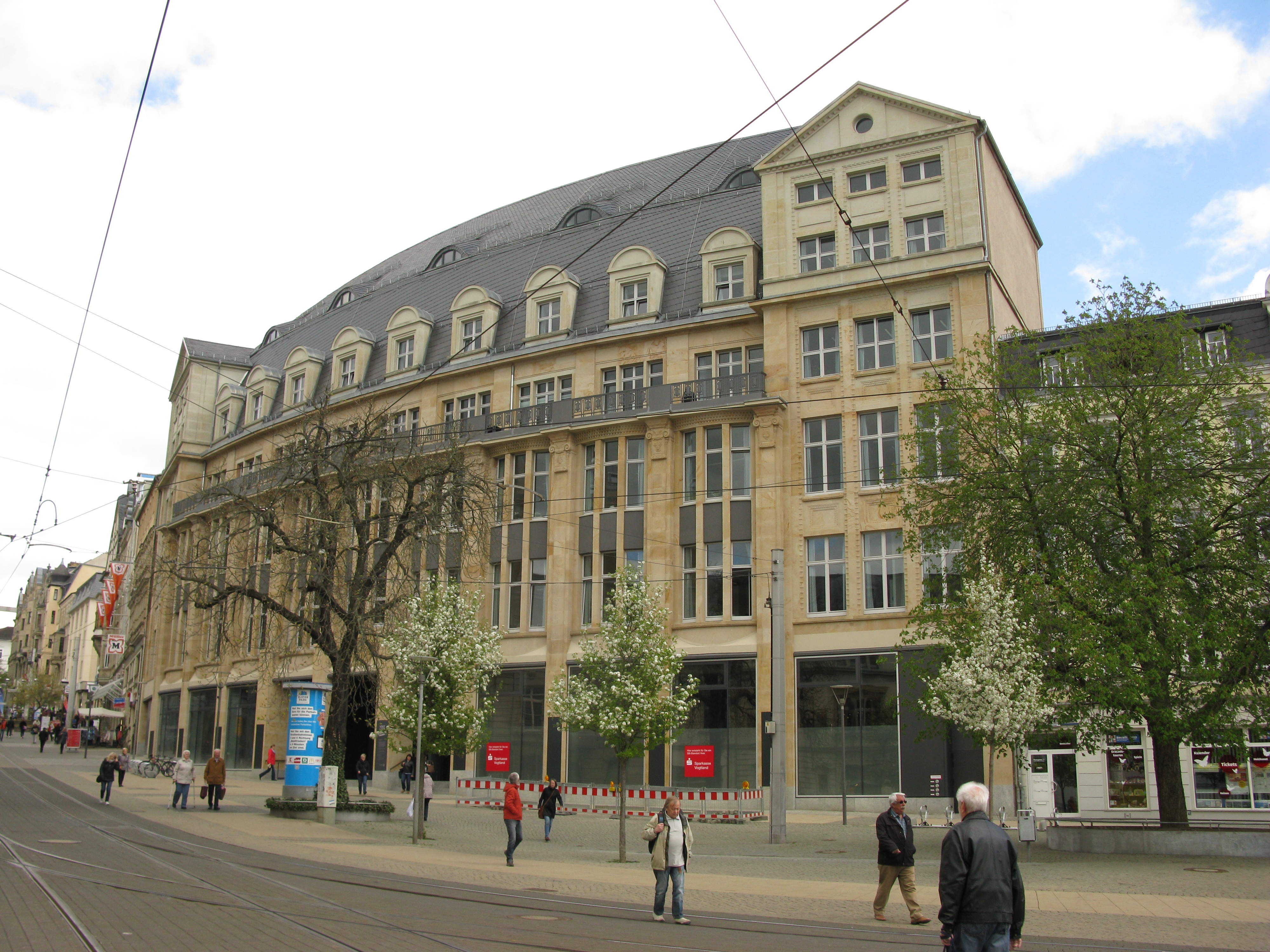
Das von Emil Rösler entworfene ehemalige Warenhaus Julius Tietz in Plauen dient seit Dezember 2016 als Landratsamt des Vogtlandkreises.

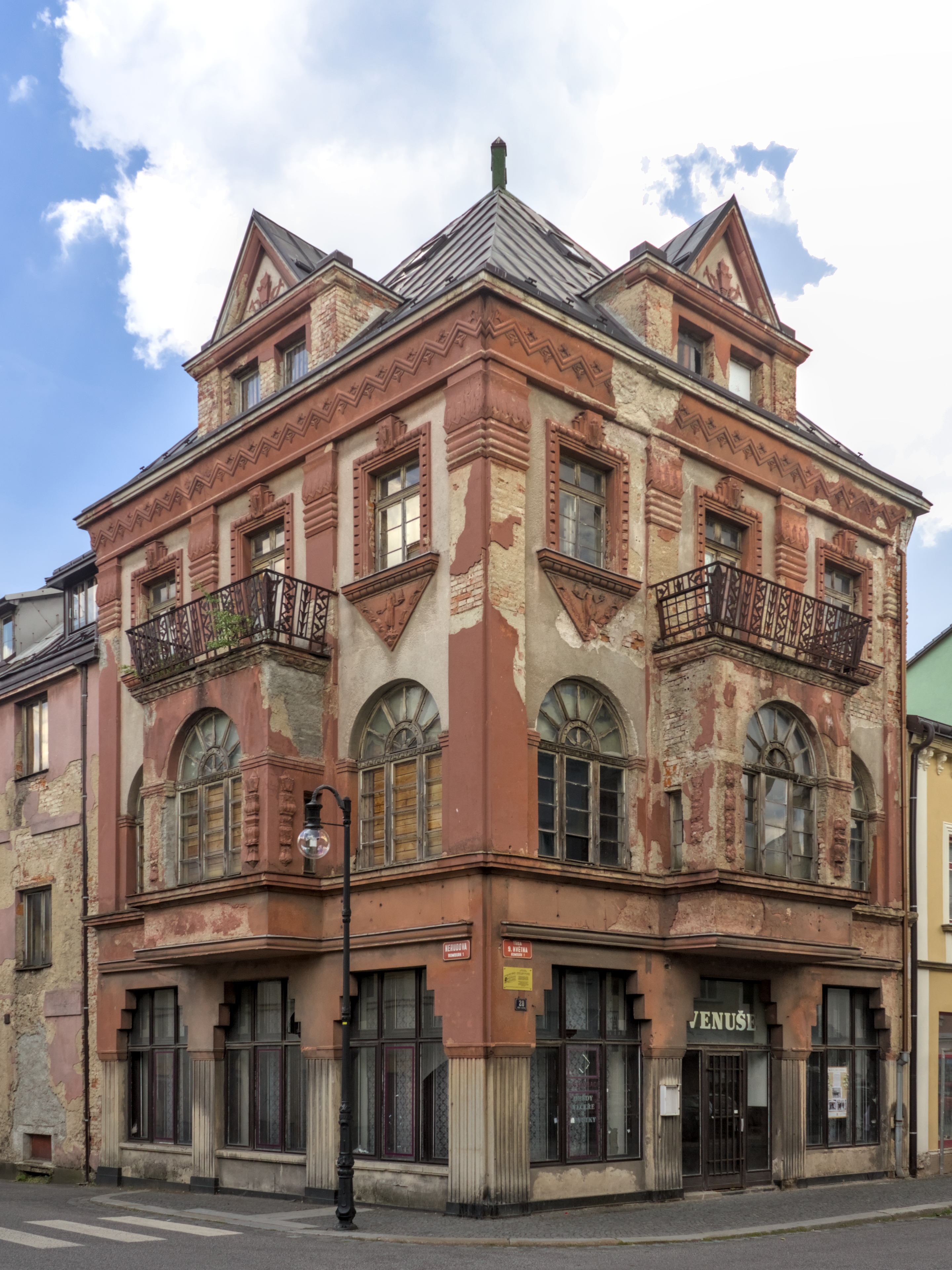
Von Emil Rösler entworfenes ehemaliges Café Henke in Rumburk

Emil Rösler (* 31. Dezember 1874 in Wolfsberg, heute zu Krásná Lípa; † 8. Dezember 1954 in Plauen) war ein deutscher Architekt.

## Leben und Werk
Emil Rösler stammte aus dem Dorf Wolfsberg (Vlčí Hora), heute Teil von Krásná Lípa. In seiner Jugend büßte er durch einen Unfall ein Auge ein. Rösler besuchte das Gymnasium in Sorau, kurzzeitig auch die Glasfachschule in Haida. In Bunzlau folgte eine Ausbildung zum Maurergesellen. Ab 1892 lebte und arbeitete er vorwiegend in Dresden, von 1894 bis 1895 in Rumburg als Bauzeichner bei einem Architekten, ab 1895 wieder in Dresden, u. a. bei dem Architekten Kurt Diestel. 1902 übersiedelte er nach Plauen, wo er 1904 sein eigenes Architekturbüro gründete. 1907 war er Mitbegründer des „Vogtländischen Künstler- und Schriftstellervereins“.
Der Schwerpunkt von Röslers Schaffen fällt in die Zeit zwischen den beiden Weltkriegen. Geschätzt entwarf er etwa 150 bis 200 Gebäude, darunter Kaufhäuser, Hotels, Banken, Schulen, Villen, Cafés, Restaurants, Kinos, Fabriken und Wohnhäuser. Er wirkte vor allem in Plauen und Umgebung. Zu den in Plauen entworfenen Gebäuden zählt das von 1912 bis 1914 erbaute Warenhaus Julius Tietz, das nach teilweiser Zerstörung im Zweiten Weltkrieg heute das dortige Landratsamt beherbergt. Eine größere Zahl von Gebäuden wurde auch in der Region Asch (heute Aš) realisiert, so das dortige, 1931 fertiggestellte Feuerwehrhaus. Durch Einsatz von Stahlbeton oder Aufzügen galten Röslers Entwürfe zu seiner Zeit als sehr modern.